# Лихоборские ворота
«Лихобо́рские воро́та» — художественный проект Николая Полисского и архитектора Галины Лихтеровой, созданный совместно с Никола-Ленивецкими промыслами в 2005 году в Москве на Алтуфьевском шоссе. Снесены 31 мая 2024 года.